# Johnny McCarthy
Johnny McCarthy (Buffalo, 25 de abril de 1934 – Buffalo, 9 de maio de 2020) foi um basquetebolista norte-americano que conquistou a temporada da NBA de 1963–64 jogando pelo Boston Celtics.

## Morte
Morreu no dia 9 de maio de 2020, aos 86 anos.